# زبرپوزگان
زبرپوزگان (نام علمی: Trachyrincidae) نام یک تیره از راسته روغن‌ماهی‌سانان است.